# Броняковые
Броняковые, или бокочешуйниковые сомы (лат. Doradidae), — семейство пресноводных рыб отряда сомообразных, включающее 32 рода и 93 вида. Ведут ночной образ жизни. Некоторые виды являются промысловыми.

## Обитание
Обитают в заболоченных и заросших водоёмах Южной Америки. Бо́льшая часть видов населяет бассейны рек: Амазонка (70 % видов) и Ориноко (22 вида), а также некоторые лесные озёра.

## Внешний вид и анатомия
Тело мощное и удлинённое. 
У броняковых очень хорошая защита:
- Есть броня — крупные костные пластины, покрывающие тело, кроме брюха, на котором сом лежит.
- Тянущиеся по бокам вдоль тела рыбы костные шипы, напоминающие крючки, тоже выполняют защитную функцию.
- В нескольких плавниках есть острые иглы, которые, оставляя плавники в растопыренном положении, наносят плохо заживающие раны при отлове рыбы.
- В случае опасности броняковый сом выделяет токсичную слизь, поэтому при транспортировке их стараются не перевозить вместе с другими рыбами.

На рыле находятся 3 пары усиков и подслеповатые глаза.
Размеры броняковых сомов: 3,5—120 см.

## Особенности образа жизни
Большую часть дня эти рыбы проводят в укрытии: под корягами или между камнями. Броняковые сомы могут приспосабливаться к неблагоприятным условиям: например, они целыми стаями и с довольно большой скоростью могут переползать по суше из одного водоёма в другой, помогая себе плавниками. Эта способность даёт рыбам возможность перемещаться в поисках воды, когда водоёмы пересыхают. Если сомы не находят водоёма, то закапываются в грунт в ожидании дождей. Через некоторое время они находят болотистый водоём. Там затруднено дыхание растворённым в воде кислородом, поэтому рыбы поднимаются на поверхность и набирают воздух в кишечник. А также известна их способность издавать своеобразный звук посредством движений колючки грудного плавника или вибрации плавательного пузыря. Крупные рыбы издают звук, который слышен из-под воды на расстоянии 35 м. Скрежет выполняет коммуникативные функции: рыбы узнают о местоположении друг друга  ; самцы привлекают самок в период размножения.

## Аквариумистика
Из-за ночного образа жизни и издаваемого характерного скрежета, данное семейство не отличается большой популярностью среди любителей.
Требуется нейтральная вода и песчаный грунт. Желательно размещать в аквариуме с броняками укрытия. При отлове не рекомендуется использовать сачок, так как рыба может запутаться.

## Роды

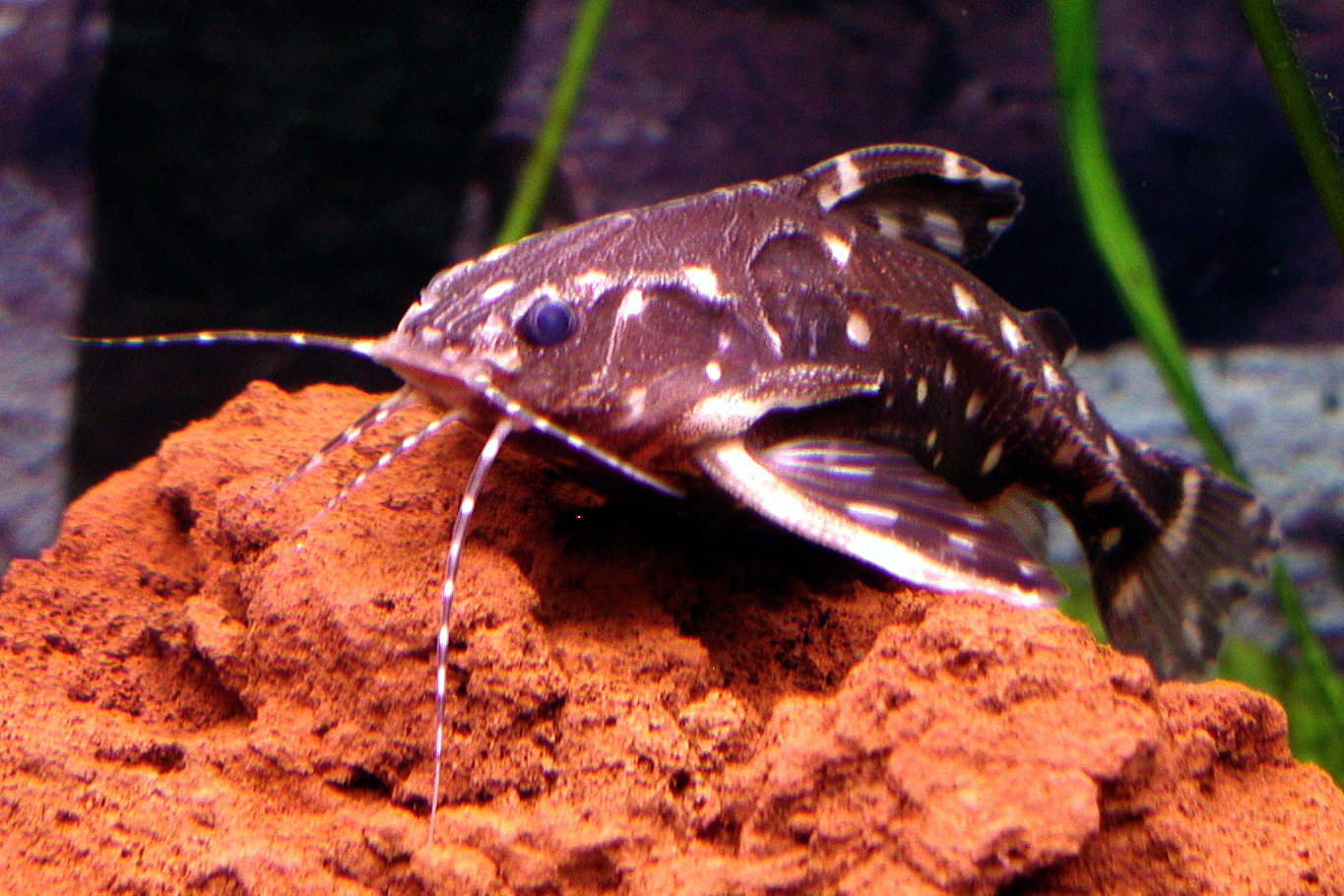
Агамиксис

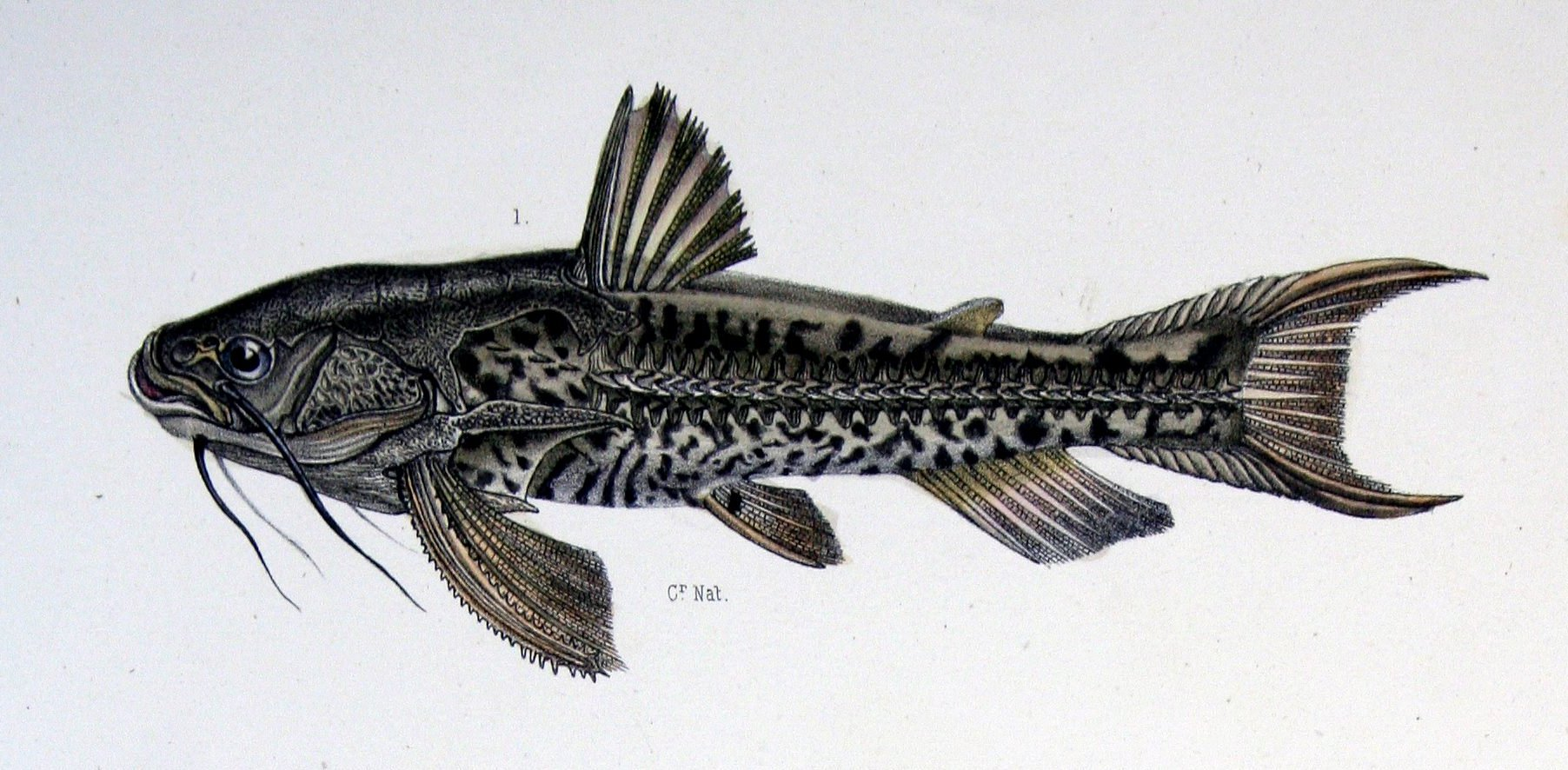
Анадорас

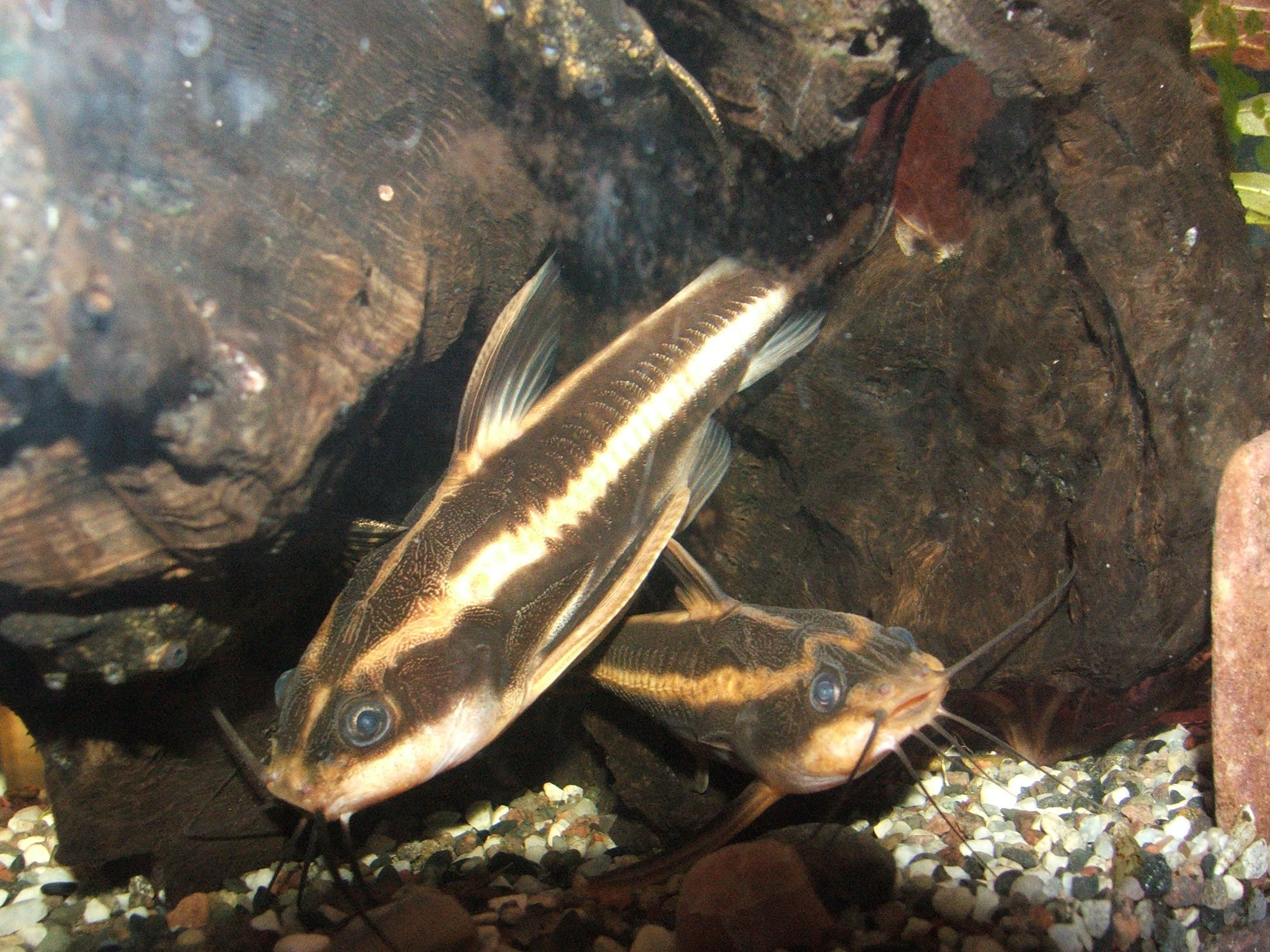
Платидорас

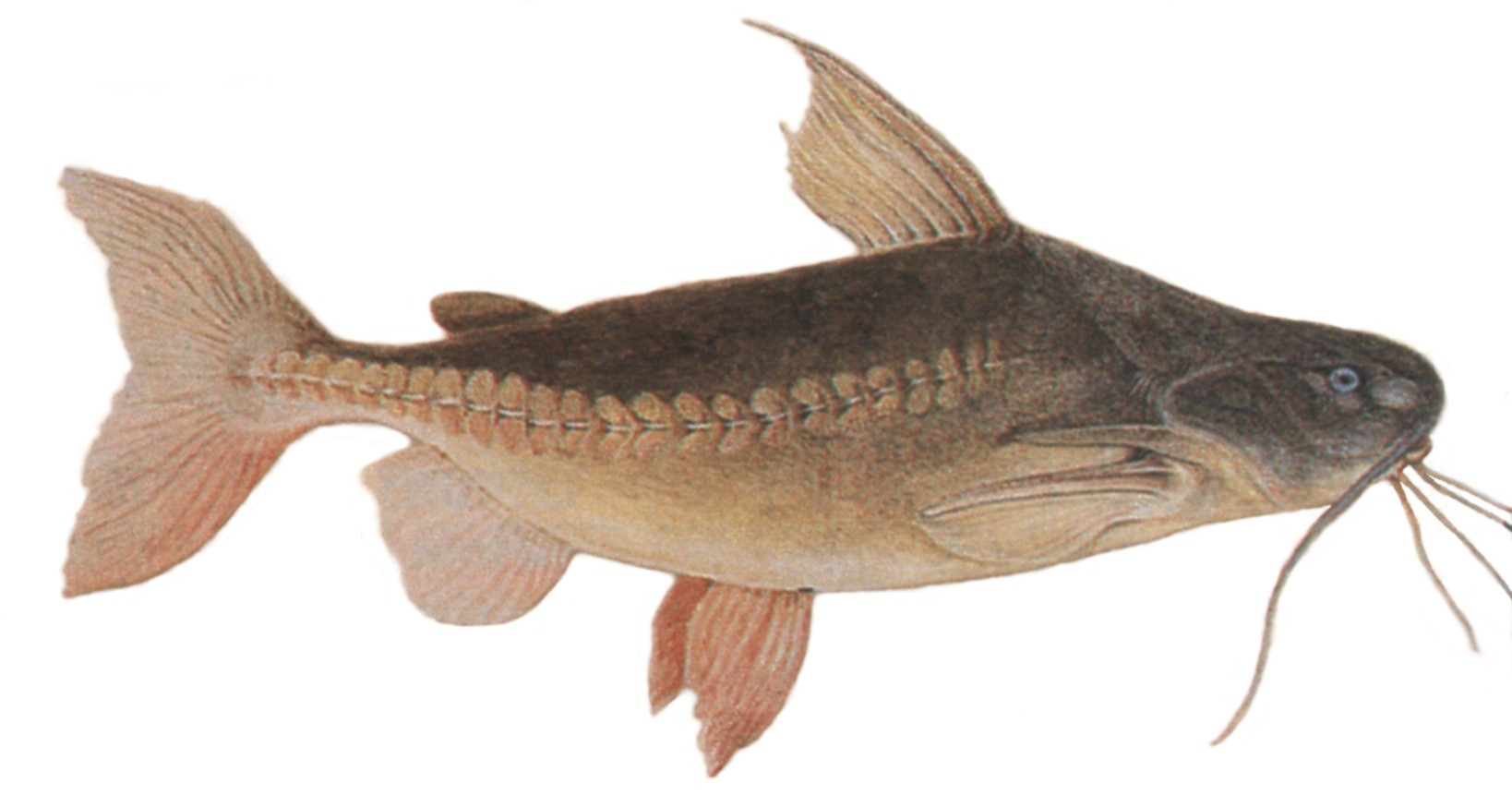
Птеродорас

- Акантодоры — обитают на севере Южной Америки. Имеет три пары усиков и маленькие глаза. Вид Acanthodoras cataphractus достигает в длину 11,5 см. Acanthodoras depressus вырастает до 8,1 см. Acanthodoras spinosissimus достигает 13,7 см.
- Агамиксисы — обитает в бассейне реки Амазонки. Вырастает до 16 см. Наиболее известен вид  Белопятнистый агамиксис, обладающий удлинённым телом и округленым хвостовым плавником. Окрашен в коричневый цвет с белыми пятнами.
- Амблидор  — данный род преимущественно обитает в реках Гуапоре, Ориноко, Бранко, и Эссекибо. Длина — 7,5-10 см.
- Анадорас
- Андузедорас
- Апуредорас
- Астродор
- Аутанадорас
- Центродор
- Дельтадорас
- Броняк
- Дорас
- Хассар
- Хемидорас
- Хильдадор
- Гоплодор
- Гиподор
- Лептодор
- Лиосомадорас
- Крупный броняк
- Опсодор (опсодорас)
- Оринокский броняковый
- Оксидор
- Физопиксис — рыбы данного рода имеют чрезвычайно малый размер — их длина не превышает 31-го миллиметра. Хорошо развиты спинной и грудной плавники.
- Платидорас  — тело тёмно-коричневой окраски, присутствуют две светло-жёлтые полосы.
- Птеродорас
- Сачдор
- Трахидор
- Заторакс